# Вороновка (Томская область)
Вороновка — село в Шегарском районе Томской области. Входит в состав Анастасьевского сельского поселения.

## История
Основано в 1924 г. у Бакчарского тракта. В 1932 году открыт краевой дом инвалидов (ныне Шегарский психоневрологический интернат).

## Население
| 2002 | 2010  | 2012  | 2013  | 2014  | 2015  | 2021  |
| ---- | ----- | ----- | ----- | ----- | ----- | ----- |
| 1231 | ↘1180 | ↘1172 | ↘1165 | ↗1176 | ↘1156 | ↗1213 |

Национальный состав
Согласно результатам переписи 2002 года, в национальной структуре населения русские составляли 99 %.